# 平成24年の大雪

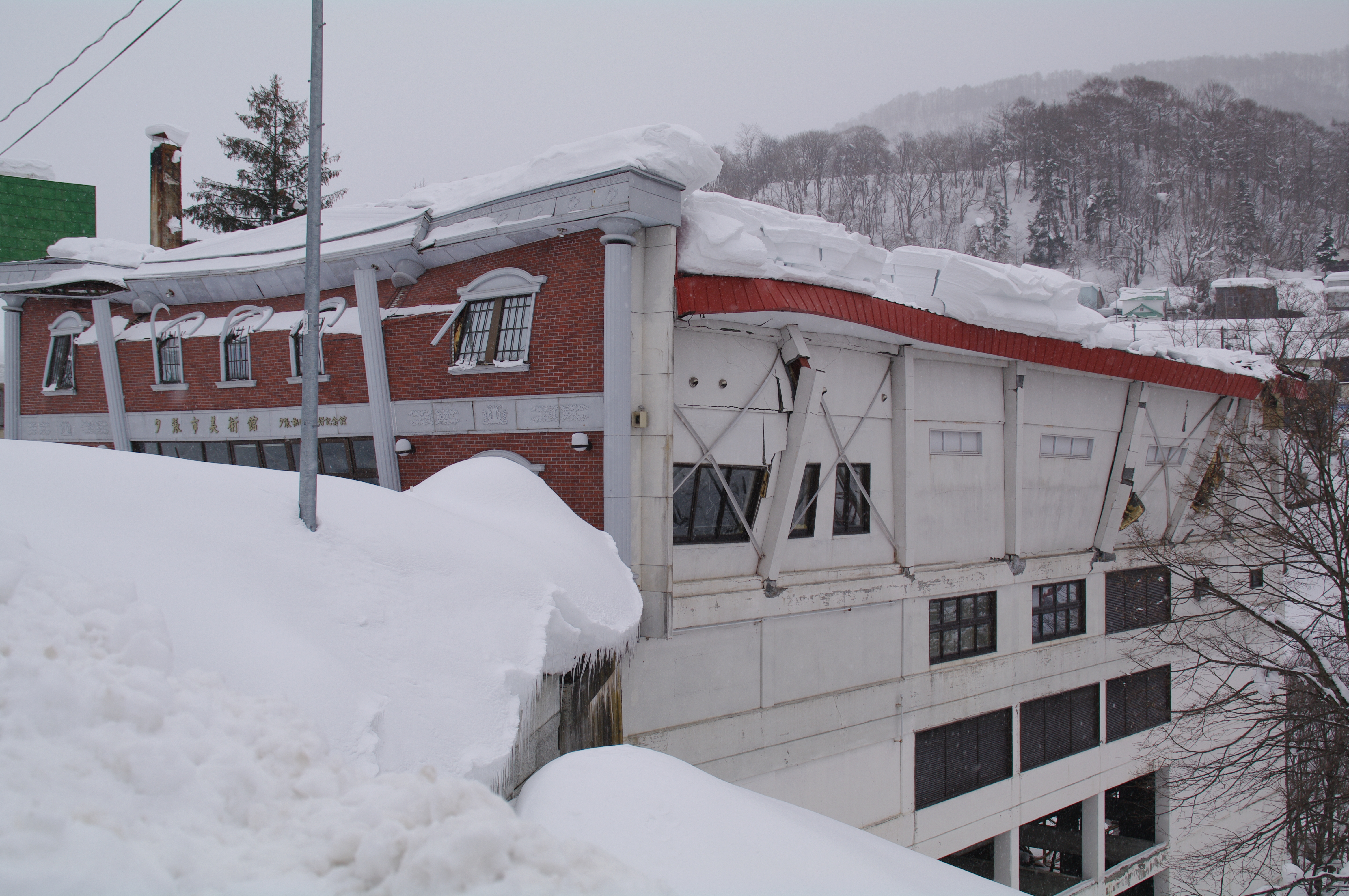
積雪の重みで2012年2月23日に屋根が崩落した夕張市美術館

本項では、2011年（平成23年）末から2012年（平成24年）3月にかけて日本で発生した雪害（豪雪）について述べる。北海道豪雪（ほっかいどうごうせつ）、2012年豪雪（2012ねんごうせつ）などと呼ばれるが、正式名称はない。

## 概要
北海道・東北・信越・近畿地方の各日本海側を中心に記録的な豪雪となった。
2012年1月には、気象庁が積雪を観測している日本全国330地点のうち、7地点で年最深積雪の記録を更新した。また、北海道の岩見沢では積雪深が100年再現期待値を超え、新篠津でも100年再現期待値に近い状況が約1ヶ月半継続した。
2月1日、偏西風の蛇行によりジェット気流が寒気を押し込む形となり、ゲリラ豪雪となった。
1日夜から奥羽本線が全面運休。フェリー大間-函館便運休、八戸-苫小牧便欠航。
国道279号は、トラックのスリップ事故を引き金に除雪が追い付かなくなり、自動車200台が翌朝まで立ち往生、海上自衛隊に災害派遣要請が出る事態となった。
2日、弘南鉄道大鰐線運休、弘南線は立ち往生。このほか大湊線、津軽線が運休した。
2月2日には名古屋市で15cmの積雪となるなど、太平洋側でも大雪となったところがあった。
2月26日、青い森鉄道は始発から49本運休、大湊線3本運休、十和田観光電鉄は上下20本運休。
札幌青森間を運航する急行はまなすが14時間の遅れ。寝台特急トワイライトエクスプレス、スーパー白鳥34号も道内で足止めとなった。
1月14日に新潟県の2市に災害救助法が適用され、1月28日から2月4日には新潟県の10市町と青森県の2市町、長野県の5市町村に適用された。
平成23年度の大雪による死者は、平成18年豪雪における死者152人に迫る132人であった。

## 主な記録

### 最深積雪
記録的大雪となったアメダス地点
| 496 |

| 413 |

| 357 |

| 323 |

| 293 |

| 238 |

| 213 |

| 170 |

| 167 |

| 166 |

| 144 |

| 121 |

主な気象官署の最深積雪（気象台・旧測候所）
| 228 |

| 222 |

| 208 |

| 152 |

| 97 |

| 95 |

| 91 |

| 87 |

| 71 |

| 47 |

## 参考資料・情報
- 気象庁・過去の気象データ検索